# 栗村站
栗村站（：／ Yulchon yeok */?）是位于韩国全罗南道丽水市栗村面的一座鐵路站，属于全罗线。

## 历史
- 1930年12月25日 - 落成使用[1]。

## 相鄰車站
韓國鐵道公社
全羅線
星山－栗村－德陽